# Stéphane Audran
Stéphane Audran, geboren als Colette Suzanne Jeannine Dacheville, (Versailles, 8 november 1932 - Neuilly-sur-Seine, 27 maart 2018) was een Frans actrice.

## Levensloop
Stéphane Audran was bekend van de films die ze heeft gedraaid onder regie van haar (ex-)man Claude Chabrol. Hun eerste gezamenlijke film was Les Cousins (1959) waarin ze slechts een bijrol speelde. Later werd ze een vaste waarde in zijn films. Aldus werd ze een van de bekendste Franse actrices van haar generatie. Ook na hun scheiding in 1980 bleef Audran acteren in zijn films. 
Vóór haar huwelijk met Chabrol was ze kortstondig (1954-56) getrouwd met de Franse acteur Jean-Louis Trintignant. Met Chabrol had ze een zoon, de acteur Thomas Chabrol (1963).

## Filmografie (selectie)
- 1959: Le Signe du Lion
- 1959: Les Cousins
- 1962: L'Œil du Malin
- 1963: Landru
- 1964: Le Tigre aime la chair fraîche
- 1965: Marie-Chantal contre le docteur Kha
- 1966: La Ligne de démarcation
- 1967: Le Scandale
- 1968: Les Biches
- 1969: La Femme infidèle
- 1970: Le Boucher
- 1970: La Rupture
- 1970: La dame dans l'auto avec des lunettes et un fusil
- 1971: Juste avant la nuit
- 1971: Sans mobile apparent
- 1972: Un meurtre est un meurtre
- 1972: Le Charme discret de la bourgeoisie
- 1973: Les Noces rouges
- 1974: Vincent, François, Paul... et les autres
- 1976: Folies bourgeoises
- 1977: Mort d'un pourri
- 1978: Blood Relatives (Les Liens de sang)
- 1978: Violette Nozière
- 1979: Eagle's Wing
- 1980: The Big Red One
- 1981: Coup de torchon
- 1981: Brideshead Revisited
- 1982: Boulevard des assassins
- 1982: Le Choc
- 1982: Paradis pour tous
- 1983: Mortelle randonnée
- 1984: Les Voleurs de la nuit
- 1984: The Blood of Others (Le Sang des autres)
- 1985: Poulet au vinaigre
- 1985: La Cage aux folles 3
- 1986: La Gitane
- 1987: Babettes gæstebud
- 1988: Les Saisons du plaisir
- 1988: Les prédateurs de la nuit
- 1990: Jours tranquilles à Clichy
- 1992: Betty
- 1996: Maximum Risk
- 1997: Arlette
- 1999: Belle maman
- 2002: Ma femme s'appelle Maurice
- 2008: La Fille de Monaco

## Prijzen en nominaties

### Prijzen
- 1968: Les Biches : Zilveren Beer voor beste actrice op het Internationaal filmfestival van Berlijn
- 1970: Le Boucher : Concha de Plata op het Internationaal filmfestival van San Sebastian
- 1974: Le Charme discret de la bourgeoisie en Juste avant la nuit : BAFTA voor beste vrouwelijke hoofdrol
- 1979: Violette Nozière : César voor beste vrouwelijke bijrol

### Nominaties
- César voor beste vrouwelijke bijrol:
  - 1982: Coup de torchon
  - 1983: Paradis pour tous
  - 1984: Mortelle randonnée
- BAFTA voor beste vrouwelijke hoofdrol:
  - 1973: Le Boucher
  - 1989: Babettes gæstebud